# Mnyambe
Mnyambe ist ein Verwaltungsbezirk (englisch Ward) des Distrikts Newala in der tansanischen Region Mtwara.

## Geografie
Mnyambe liegt im Südosten von Tansania etwa 120 Kilometer Luftlinie südwestlich der Regionshauptstadt Mtwara. Der Bezirk grenzt im Norden an Chilangalanga und Mikumbi, im Nordosten an Chihangu, im Osten an Maputi, im Südosten an Malatu, im Süden an Nahako, im Südwesten an Mkululu und im Westen an Namwanga und Mpindimbi. Bei der Volkszählung 2022 lebten 8681 Menschen in 2698 Haushalten auf einer Fläche von 124 Quadratkilometern.

## Gliederung
Der Bezirk besteht aus sechs Gemeinden (Mtaa) mit 22 Orten (Kitongoji):
| Mnyambe - Mnyambe Chini - Mtama - Msokani - Mnyambe Juu - Kilimahewa | Mnima - Luchemo - Mngumbi - Mkalenda - Mkumba | Majembe Juu - Majengo - Sauti Moja - Kitangari - Mnumba | Mnayope - Madukani - Mnayope Juu - Naluwaya - Chilimba | Hengapano - Nachipome - Nanguku | Bahati - Kanisani - Luwongo - Mitene |

## Infrastruktur
- Bildung: Die Mnyambe Secondary School ist eine staatliche, weiterführende Schule. Sie bietet für Tages- und Internatsschüler eine Ausbildung bis zur 6. Stufe an.[8]
- Gesundheit: In den Gemeinden Mnyambe[9] und Hengapano[10] befindet sich je eine staatliche Apotheke.